# Monuments megalítics d'Alcalar
Els Monuments megalítics d'Alcalar són un grup de túmuls que componen una necròpoli del període Eneolític, situat a la freguesia de Mexilhoeira Grande, al municipi de Portimão, a Portugal. El conjunt de monuments inclou un forn de calç.
Aquesta necròpoli es compon d'un conjunt de sepultures espargides per una àrea de deu hectàrees. La més impressionant d'aquestes sepultures és la gran mámoa coneguda com a monument número set, al centre de l'actual àrea museològica, formada per un tolos central amb una cripta accessible per un estret corredor.
Els vestigis arqueològics d'Alcalar revelen una població organitzada amb una subsistència basada en l'agricultura, i una gran capacitat d'explotació dels recursos de la terra. Es troba en una àrea de terres llaurables, raonablement planes, i on acabava el tram abans navegable de Riba da Torre.
Al museu de Lagos es poden observar destrals de pedra i altres utensilis lítics d'aquesta regió (no sols d'Alcalar). Al llarg de la franja costera del Barlavento algarvio s'han trobat vestigis megalítics, sobretot a Vila do Bispo.

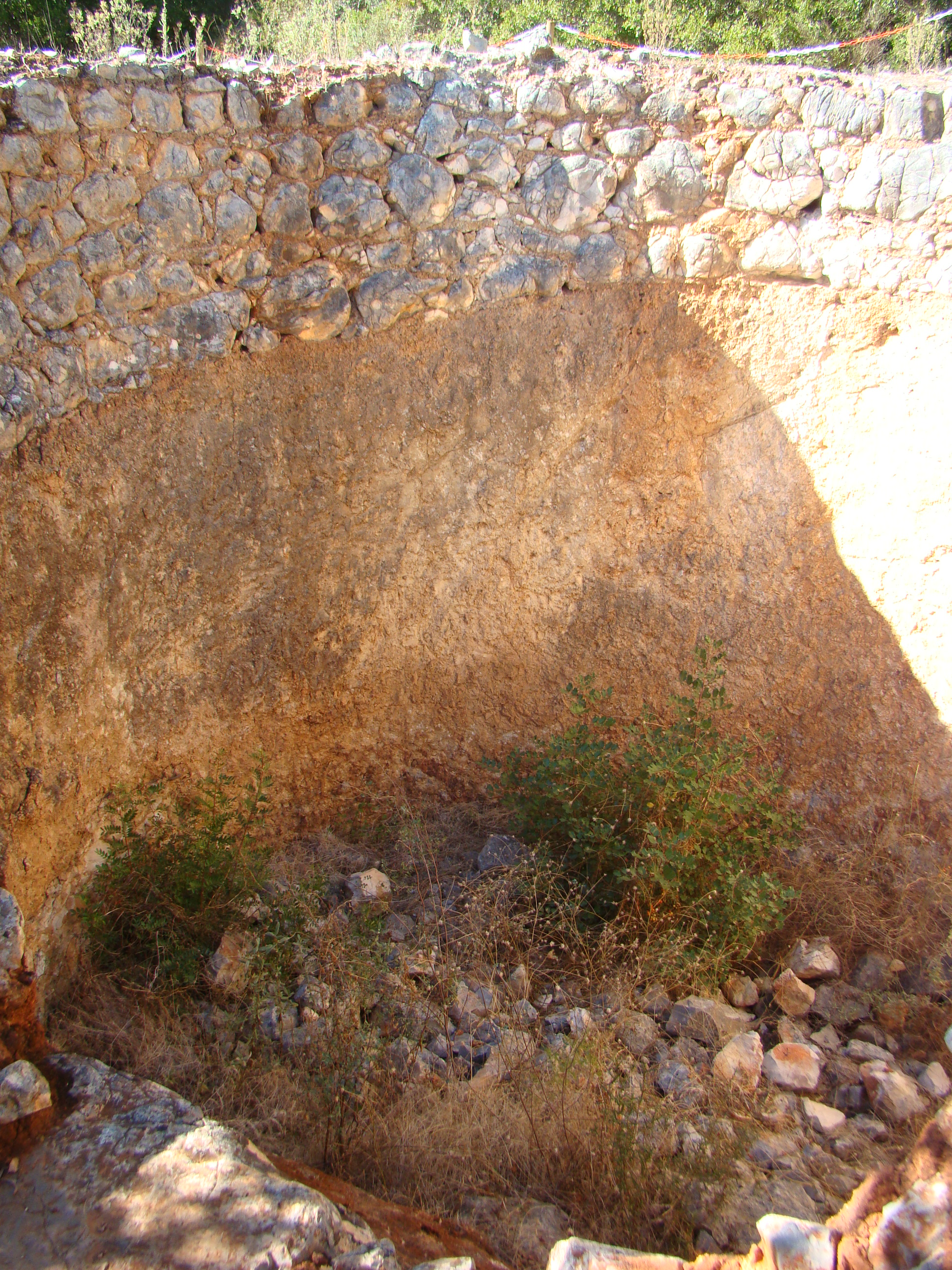
Forn de calç a Alcalar, 2017

## Descripció

### Situació
El jaciment arqueològic d'Alcalar està situat prop de la vila de Mexilhoeira Grande, dins el municipi de Portimão, en una zona que va des de la serra de Monchique al nord, fins a la badia de Lagos al sud, i inclou les llacunes de la ria d'Alvor.
És dalt d'un pujol, amb condicions naturals que permeten la seva defensa. L'àrea enclou una necròpoli de túmuls rectangulars i tolos (amb cambres i corredors). Alguns en tenen falses cúpules i nínxols laterals. Ambdós tenen una forma aproximada de sina, i és per això que es consideren mámoas. Aquesta forma podria servir per a ser més fàcilment vistes de lluny, com un símbol de poder de la població, situada en un pujol proper. Pel tipus de construcció, en grans blocs de pedra, tant el seté com el nové túmuls són considerats monuments megalítics.
Els túmuls es feien servir només per als individus més influents del poblat, que s'adornaven amb ivori, ambre, coure, or i pedres verdes, materials que en certs casos s'importaven de lluny.
O topònim Alcalar o Alcalá és d'origen musulmà, i n'hi ha altres noms semblants a la zona, com Alcantarilha o Alcaria.

### Protecció i importància
El conjunt dels Monuments megalítics d'Alcalar està classificat com a Monument Nacional. Arqueològicament és un dels jaciments més importants en la regió, a causa de les estructures funeràries, i pel gran nombre i significat dels objectes s'hi trobaren.

### Composició
L'antic complex d'Alcalar incloïa un poblat i una necròpoli, formada per diversos túmuls megalítics, units en diversos grups.

#### Poblat
El poblat d'Alcalar era en un pujol prop dels túmuls, un conjunt d'estructures d'edificis i sitges parcialment excavats al terra, i per això es defineix com a Recinte de fossats.

#### Nucli central
Prop del centre d'interpretació d'Alcalar hi ha un grup de sis monuments funeraris, anomenat nucli central. El primer monument, Alcalar 1, és un dolmen cobert amb una mámoa, en estat molt degradat. El segon monument és un tolos, també cobert i en mal estat de conservació. El tercer túmul, Alcalar 3, és un tolos dins d'una mámoa, i es troba prou conservat. Alcalar 4 també és una mámoa cobrint un tolos, i presenta un estat regular de conservació: s'hi veuen parts de la cambra funerària i dos monòlits a l'entrada. El cinqué i sisé monuments, tots dos destruïts, compartien la mateixa mámoa. Alcalar 10 està al costat dels túmuls 1 a 6, i és un tolos en bon estat.

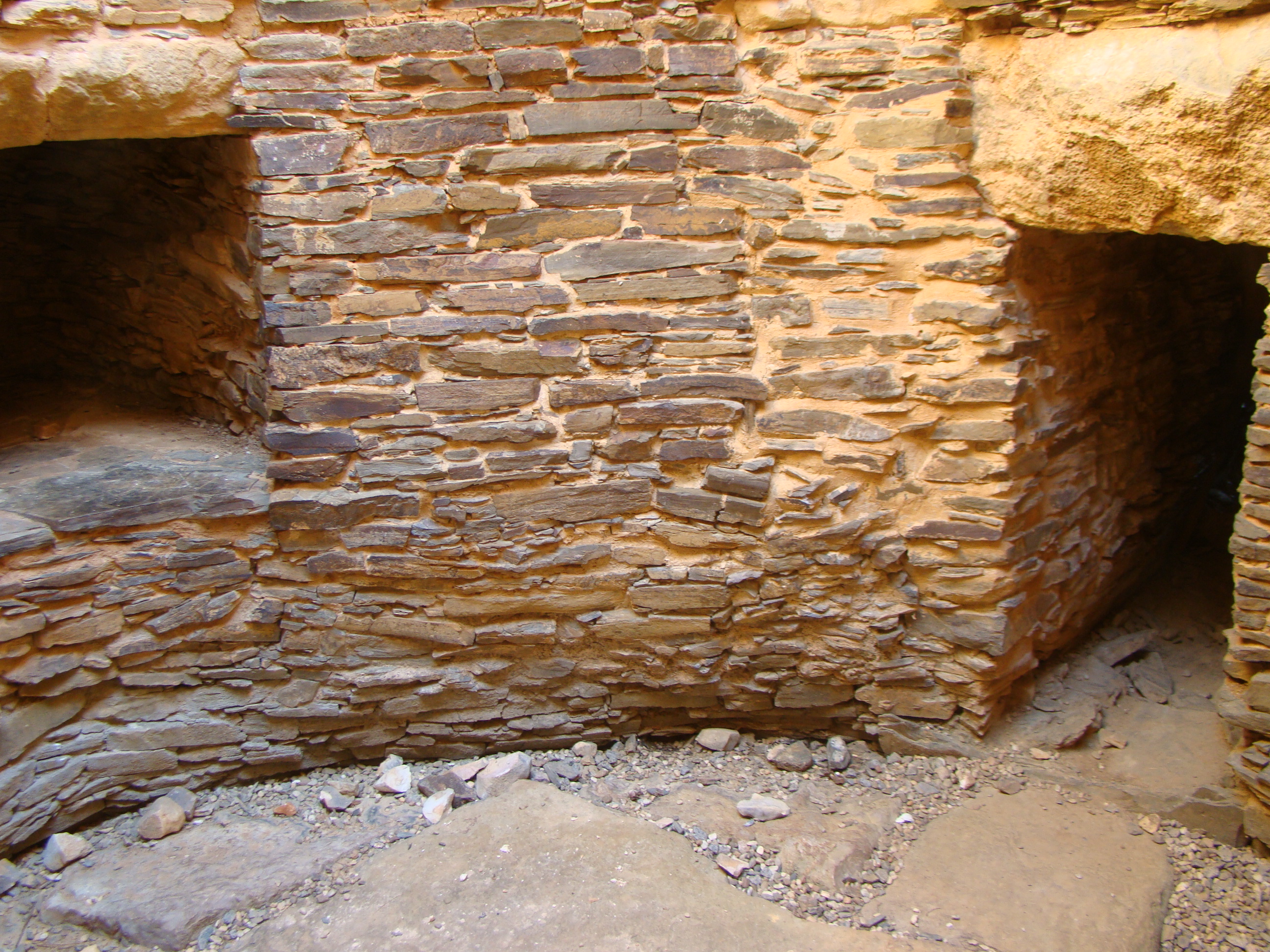
Interior del monument 7

#### Monument 7
A causa del seu caràcter monumental, el tolos 7 (construït en el tercer mil·lenni) constitueix un centre historicocultural i científic del jaciment arqueològic. El túmul és construït a partir d'un monticle de pedres a l'entorn d'un tolos, amb un corredor subjacent i una cambra en volta. La base és composta d'esquist i és duplicada en una paret que n'envolta l'estructura, formant un camí. El diàmetre n'és de 27 m, amb una entrada cap a l'est enmig de l'estructura. L'accés a la cambra principal es fa per un corredor cobert de grans lloses de pedra calcària que es concentren en l'accés a la cripta. Aquest espai és cobert per una llosa i queda al centre del túmul.
El monument 7 data de mitjan 3000 ae.

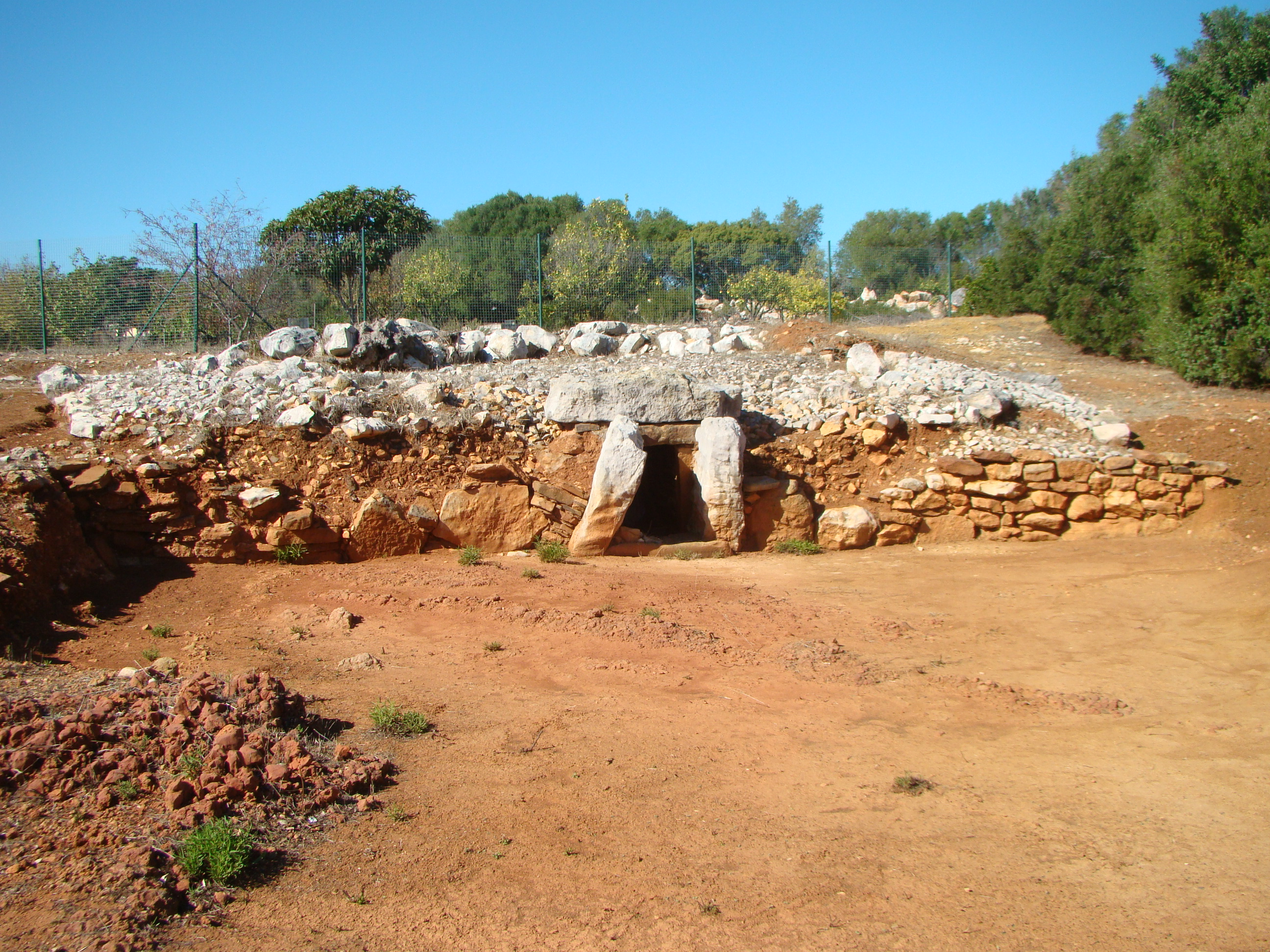
Exterior del Monument 9, el 2017

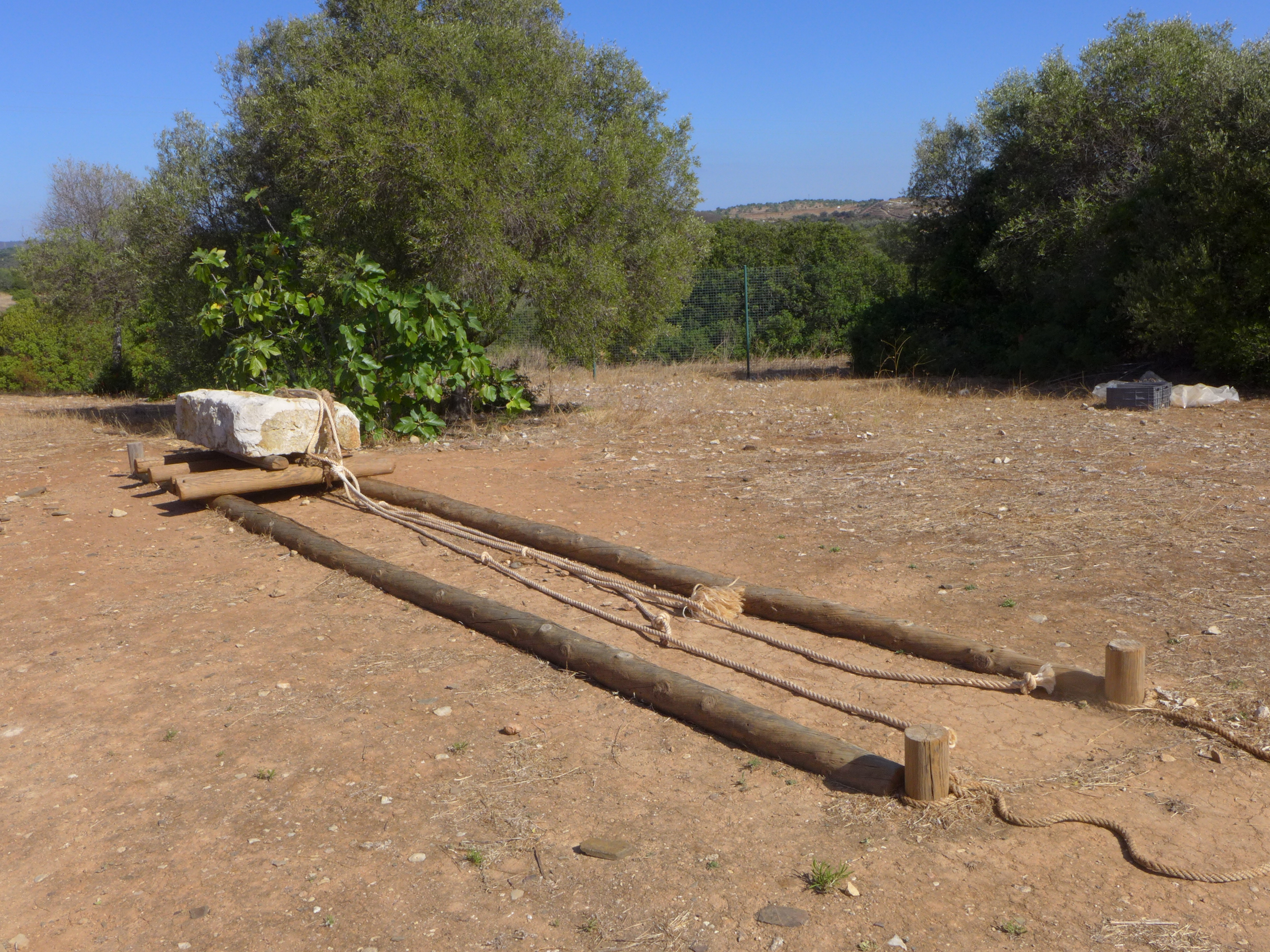
Reconstrucció dels mètodes per a transportar blocs de pedra, al Centre d'Interpretació d'Alcalar

#### Monument 9
El monument 9 va ser construït uns 200 a 300 anys després de l'anterior, a finals del 3000 ae o principis del 2000 ae. Aquesta datació es feu per les ossades d'un enterrament secundari, dins de l'estructura. Aquests vestigis, que estaven damunt de dos vasos de ceràmica, eren ossos llargs i un crani d'un home robust de mitjana edat, que havia patit un traumatisme cranià, del qual va sobreviure, perquè l'os fou reconstruït. L'edat dels ossos va ser identificada pel Laboratori d'Antropologia de la Universitat de Coïmbra. Al túmul aparegueren restes de quatre individus més, alguns d'adults i d'altres nens.
Durant les excavacions es trobà també un os de falange, inicialment identificat com d'un cavall i després com un ase salvatge, un tipus d'èquid ja extint, que va viure a la regió fins al segle XV. Normalment, les falanges trobades en altres túmuls estaven decorades, però aquesta no. Una de les peces més importants trobada era un petit cilindre de pedra que havia estat decorat amb figures d'ulls, conegut com a l'ídol oculat. La meitat decorada del cilindre fou descoberta a l'indret, i la part restant entre les terres que havien estat remogudes durant les excavacions del segle xix, i que van ser després analitzades. La peça fou restaurada al Museu de Portimão, on fou exposada.
Fou edificat de manera diferent a l'anterior, en pedra trepitjada amb fang, i això el feu més resistent, tot i que hi haja escletxes en l'estructura interna. Era de dimensions més reduïdes que el túmul seté.
Com el monument 7, el túmul 9 es componia d'una cambra interior i un corredor d'accés, tots dos amb lloses de pedra de grans dimensions. En aquesta cambra se soterraven les persones més influents, acompanyades amb objectes que simbolitzaven el seu poder. El corredor i la cambra van ser després coberts amb pedres menors, fins a formar una muntanya de forma circular. El túmul era després coronat amb pedretes. Era envoltat per un mur.
Segons Elena Morán i Rui Parreira, també és important l'espai obert davant del túmul on es feien els rituals i on es trobaren restes d'aplecs comunitaris.

#### Nucli occidental
Els túmuls 8, 11, 14, 15 i 16 formen el nucli occidental del grup de monuments d'Alcalar. El vuité i onzé eren tolos coberts per mámoas, el primer ja destruït, mentre que el segon presenta un pèssim estat de conservació. El catorzè túmul, molt degradat, era també un tolos, tal com el quinzé, que tenia mámoa. El monument Alcalar 16 era també un tolos.

#### Nucli de Vidigal Velho
Els monuments 12 i 13 eren tolos que foren destruïts, i formaven el nucli de Vidigal Velho.

## Història

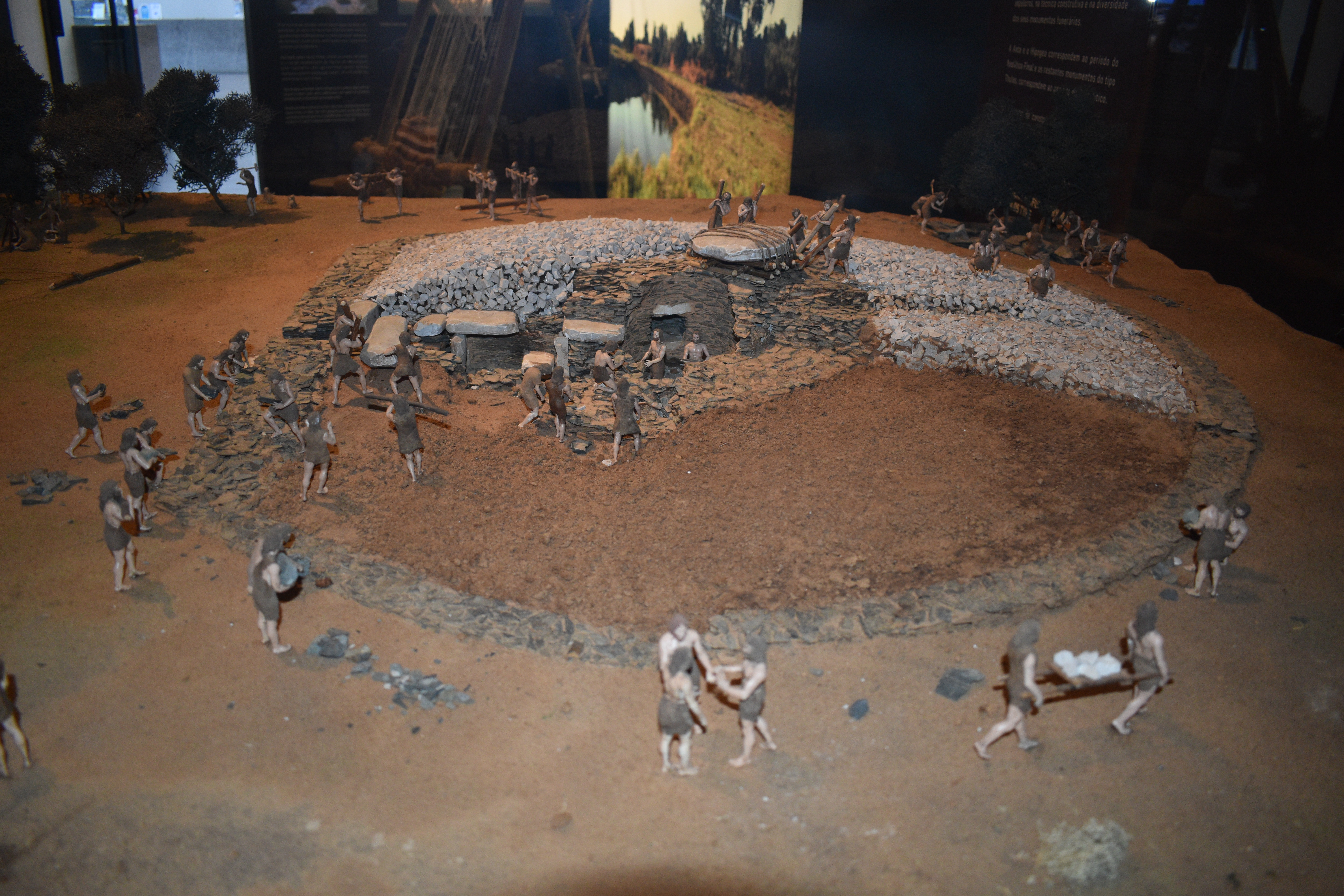
Diorama de la construcció del monument 7, al Museu de Portimão

### Ocupació primitiva
Durant el mil·lenni III ae es formà un poble de grans dimensions a la zona d'Alcalar, amb més de 25 ha, que constava d'una zona residencial i una necròpoli amb diversos túmuls. Aquesta zona es trobava a l'extrem d'una part navegable de la riba de Torre. Va ser construït sobre un turó vora la franja costera de pedra calcària de l'Algarve, en el que es conegué com assentament d'Alcalar, a prop de 5 km de Mexilhoeira Grande. El grup d'estructures megalítiques d'aquesta regió es construiria entre 2000 i 1600 ae, en el període Eneolític.
Prop de 18 túmuls megalítics es construïren als pujols circumdants, formant una necròpoli amb diferents tècniques de construcció. El monument 7 es construí al segle iii aC, mentre que el monument 9 s'edificaria prop de 200 a 300 anys després, en la transició del tercer al segon mil·lenni ae. La zona d'Alcalar haurà estat ocupada durant prop de 1.500 anys.
En un indret prop dels monuments d'Alcalar, conegut com Monte António José Serrenho, es trobaren tres sitges del període romà. Un altre vestigi d'aquell període era una sepultura, ja destruïda, situada prop del túmul Alcalar 4, on aparegueren fragments d'una urna de vidre, un petit gra blau també de vidre, i una moneda, tal vegada del període de l'emperador Claudi.

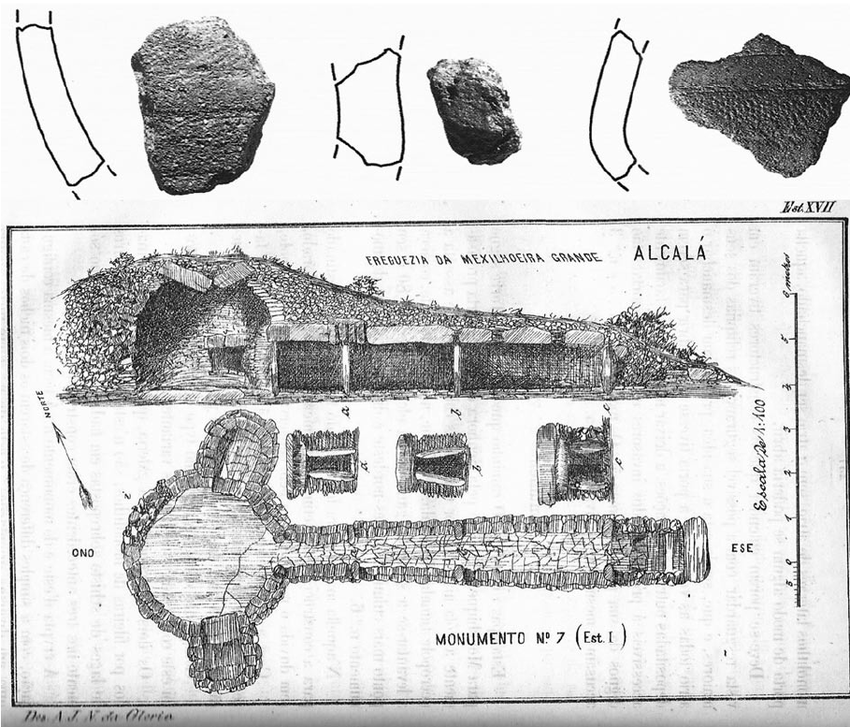
Planta del Monument 7, dibuixada per António José Nunes da Glòria i publicada per Estácio da Veiga

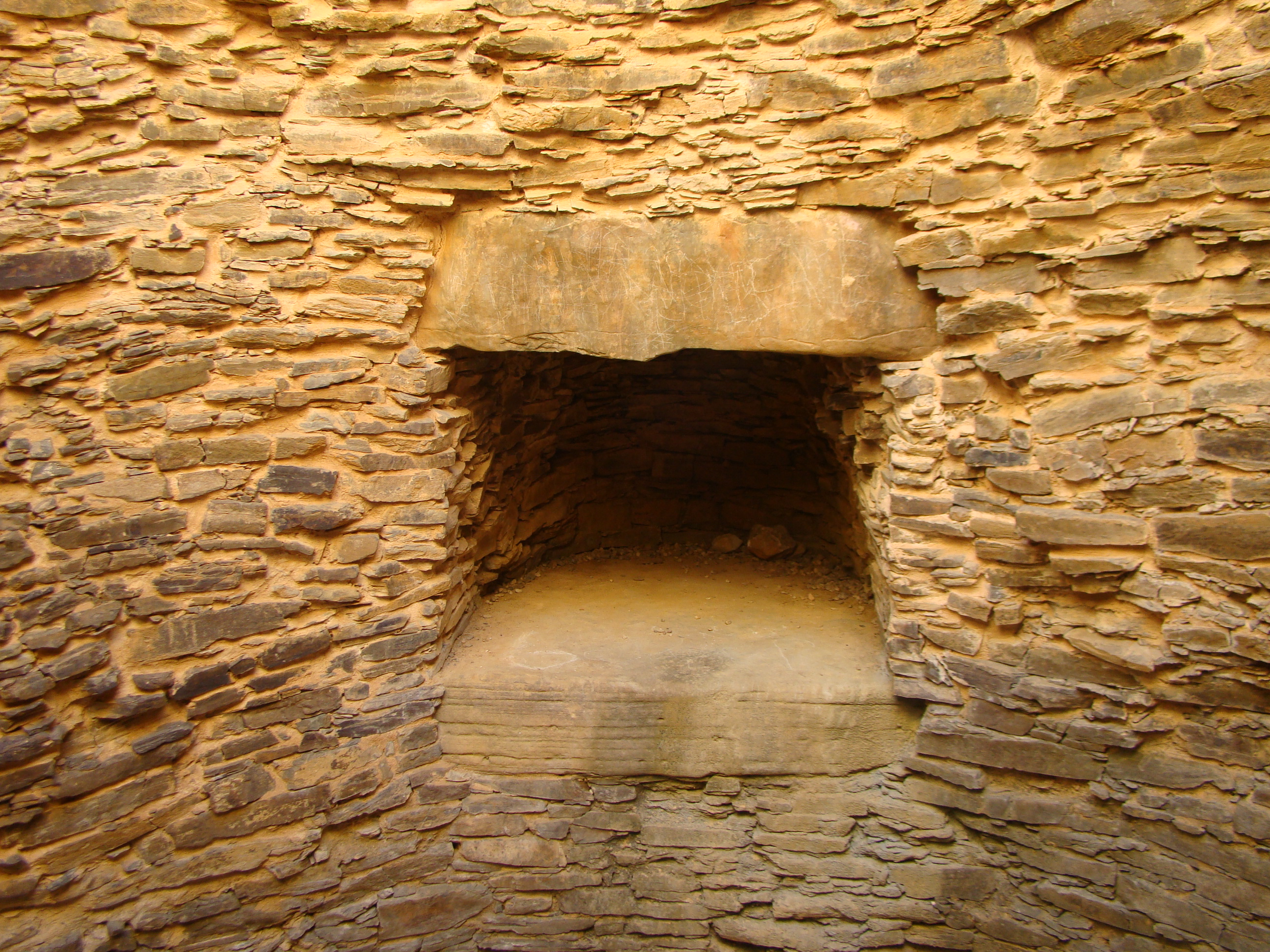
Detall d'un nínxol de la cripta del Monument 7

### Redescoberta

#### Primera fase
El jaciment arqueològic d'Alcalar fou estudiat en el segle xix per Estácio da Veiga, i les restes replegades es troben al Museu Etnogràfic Portugués, de Lisboa. Els resultats de les investigacions foren compilats en la seua obra Antiguitats monumentals de l'Algarve. Els mètodes utilitzats encara eren molt primitius, s'obriren trinxeres fins a l'interior dels monuments, per intentar trobar artefactes, fent així danys en les estructures. El 1882, el túmul romà l'excavà Estácio da Veiga.
El 1933, la sepultura romana fou altra vegada investigada, per José Formosinho.

#### Segona fase
El 1975, l'estat portugués adquirí parcialment el tolol 7. El 1980, es va iniciar el Projecte Alcalar, un programa de recerca. El 1982, el govern adquirí la casa rural Courela das Minas i va reparar la tanca del jaciment. En la dècada de 1990, s'organitzà el programa «Itineraris Arqueològics de l'Alentejo i de l'Algarve», entre la Secretaria d'Estat del Turisme i el llavors Institut Portugués del Patrimoni Arquitectònic, que va promoure la investigació d'Alcalar. Durant els anys 1990, s'excavà el monument de Monte de Canelas, resultant en el descobriment de l'espai usat com a ossari, on es feien rituals com enterrar el mort en posició fetal. Aquestes investigacions van culminar en l'expedició de 8 d'abril de 1997. A partir d'aquest any, la intervenció se centrà en el grup oriental de la necròpoli, incloent-hi la instal·lació d'un centre per a visitants, el museu i l'arranjament paisatgístic de la zona que podia ser visitada, i la investigació i la realització d'obres de conservació en el Monument 7. El propòsit d'aquestes obres era facilitar l'accés i l'estudi dels monuments d'Alcalar, a causa de la seua importància per a comprendre l'ambient del mil·lenni III aC. El 23 d'octubre de 1998, sota el Programa de Salvaguarda i Valoració del Conjunt Prehistòric d'Alcalar, expedició 18 364/98, (publicat en el Diari de la República, Sèrie 2, 245), l'estat va expropiar els edificis rurals del centre de la freguesia de Mexilhoeira Grande (en els termes de l'article 160, Secció J). Això continuà el 7 de maig de 1999, sota el mateix programa, en el Despatx 9109/99 (publicat en el Diari de la República, Sèrie 2, 106), amb l'adquisició de la casa rural Courela das Minas, en els termes de l'article 161, secció J, per a un centre interpretatiu, dissenyat per João Santa-Rita. El 1998, l'Institut Portugués del Patrimoni Arquitectònic (IPPAR) restaurà el túmul, i l'accés a la galeria del tolos 7, la restauració dels megàlits, la neteja dels espais i protecció adequada de l'indret, amb un estudi geotectònic de la zona.
A l'octubre de 2000, el Centre d'Acollida i Interpretació dels Monuments, construït per l'IPPAR, s'inaugurà per al públic. També aquest any va ser obert al públic el Monument 7. Igualment al 2000, la sepultura i sitges romanes d'Alcalar foren estudiades.

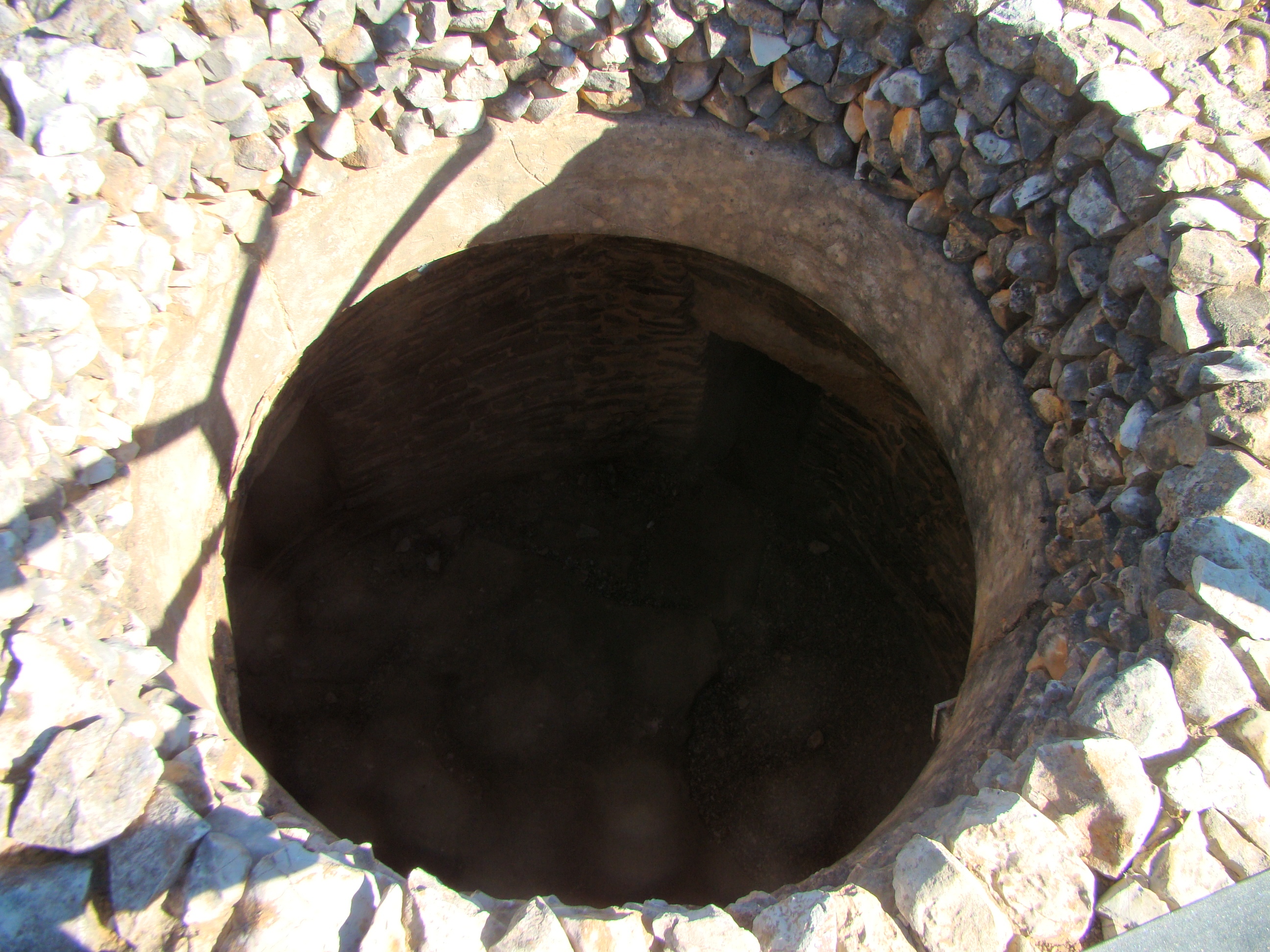
Forat en la cúpula del monument 7, mostrant l'interior de la cripta

#### Tercera fase
Posteriorment, es van iniciar les investigacions arqueològiques en el Monument 9, igualment en l'àmbit del Projecte Alcalar, i així es millorà els coneixements sobre ambdues estructures, sobretot arquitectònicament a l'interior i l'espai del voltant, que tenia funcions cerimonials.
Al 2008, es feren obres de consolidació en el monument 9. El 25 d'agost d'aquest any, el DRCAlgarve proposa l'extensió de la zona de protecció dels monuments. Fou recolzat el març de 2009 pel Consell Consultiu d'IGESPAR. El Centre Interpretatiu fou transferit al març de 2012, a partir de la gestió de la Direcció Regional de Cultura de l'Algarve (DCRAlg) a una codirecció amb el govern municipal de Portimão, i es feu un nucli del museu local. En l'edició de 2015 de la recreació històrica d'Alcalar, va ser presentada la cervesa Alcalar, un producte basat en els mètodes de fabricació de la prehistòria, utilitzant plantes que existien en aquell període. La beguda va ser reintroduïda en l'edició de 2016 amb una nova recepta, sense utilitzar llúpol, ingredient que no s'emprava en la fermentació de la cervesa.
Al febrer de 2018, estaven quasi concloses les obres de recuperació del Monument 9, en l'àmbit d'un programa que incloïa la reconstrucció de l'edifici, l'execució dels arranjaments a l'exterior, i la publicació d'una monografia sobre el túmul i els treballs.
Al maig de 2019, l'arqueòloga Elena Morán va presentar el seu llibre El Asentamiento Prehistórico de Alcalar (Portimão, Portugal) en la Facultat de Lletres de Lisboa, en què descriu les recerques fetes a Alcalar fins al 2014, tant pel govern com per l'autonomia de Portimão. Amb Rui Parreira, també arqueòleg, estigueren dècades estudiant els monuments d'Alcalar. També al maig d'aquest any es realitzà l'esdeveniment Un Dia en la prehistòria a Alcalar, amb activitats interactives sobre diverses facetes de la vida prehistòrica, incloent terrisseria, caça, gravats, teixits, preparació d'aliments i producció de cervesa, molta, fabricació d'eines i adorns, i el procés per a moure monòlits.